# Funkce a dysfunkce
Funkce je důsledek, který má určitá aktivita, proces, nebo existence nějakého sociálního nebo kulturního faktu pro celek sociální struktury. Zjednodušeně je definována jako důsledek činnosti, přičemž nemusí jít o důsledek zamýšlený. Dysfunkce je stav, kdy je narušeno normální fungování, což se může týkat mezilidského jednání, činnosti institucí a organizací či zdravotního stavu.

## Historie
Specifický sociologický význam funkce a dysfunkce se ustálil až v polovině dvacátého století. Tento pojem vnesl do sociologie Herbert Spencer v rámci úvah o analogii mezi organismem a společností. Společnost pojatá jako analogie k organismu má specifické orgány, které vykonávají specifickou funkci ve vztahu k celému organismu. Zde se ovšem jedná pouze o funkci pozitivní, která přispívá k přežití organismu a k jeho dobrému fungování jako celku.
Konkrétněji o pojmu funkce uvažoval Émile Durkheim, který tvrdil, že při analýze kteréhokoliv sociálního faktu jsou k dispozici pouze dvě možnosti. První je genetická analýza, tj. pokus o odpověď na otázku, jak daný jev vznikl a určení příčin, které jej způsobují. Druhou možností je pak analýza funkcionální. Ta spočívá v tom, že hledá odpověď na otázku, jaký účel ve společnosti sociální fakt plní a k čemu slouží. Durheim obě metody odděluje a zdůrazňuje, že je nelze zaměňovat, protože existují jevy, které neumíme vysvětlit genetickou analýzou, a naopak také jevy, které se nedají objasnit analýzou funkcionální. Důvodem je fakt, že jevy nebyly k žádnému účelu zbudovány a zdánlivě žádný účel neplní. Durkheim dále tvrdí, že příčina jevu musí být hledána v předcházejících společenských jevech, a nikoliv ve stavech individuálního vědomí. Funkci společenského jevu je pak třeba hledat ve vztahu k nějakému jeho cíli.
Nejvýznamněji k jednoznačnému pojetí funkce v sociologii přispěl Robert K. Merton, který nejprve analyzoval různé významy pojmu funkce na všech jazykových úrovní. Následně navrhl definovat funkci důsledkem, který určitá aktivita, proces, nebo existence nějakého sociálního nebo kulturního faktu má pro celek sociální struktury. Funkce je tedy definována jako důsledek činnosti, přičemž nemusí jít o důsledek zamýšlený. Proto Merton navrhl rozlišení funkcí manifestních (odpovídají původnímu záměru aktéra) a funkcí latentních (v nesouladu se záměry). Kromě toho dokázal, že důsledky určitých aktivit nemusí být vždy pozitivní a rozdělil proto funkce na ty s pozitivním důsledkem (eufunkce) a ty s důsledkem negativním (dysfunkce). Pojem funkce se v těchto významech v sociologické terminologii ustálil a patří k nejstabilnějším termínům. Je ovšem akceptován jen v některých sociologických paradigmatech. 
| DŮSLEDKY  | zamýšlené         | nezamýšlené        |
| --------- | ----------------- | ------------------ |
| pozitivní | manifestní funkce | latentní funkce    |
| negativní | latentní funkce   | latentní dysfunkce |

## Eufunkce
Eufunkce (z řeckého eu - dobře a latinského functio - činnost) je pozitivní důsledek určitých lidských činností, existence určitých sociálních faktů nebo působení určitých institucí či skupin na celek daného sociálního systému nebo jeho sociální strukturu. Pojem eufunkce zavedl Robert K. Merton proto, aby pojem funkce nebyl jako pozitivní důsledek lidských aktivit jednoznačně interpretován. Merton upozornil na to, že funkcionálně relevantní jsou přirozeně i negativní efekty, a proto pojem funkce, který byl původně chápán jako synonymum pojmu eufunkce, redefinoval tak, že mu dal význam neutrální (jakýkoliv důsledek činností). Rozlišil pak kvalitativní důsledky pozitivní a negativní a označil je specifickými termíny. Nešlo jenom o terminologický krok. Tím, že byl zaveden pojem dysfunkce, který je k pojmu funkce komplementární, stala se funkcionalistická perspektiva přitažlivější i pro jiné, nefunkcionalistické sociologické koncepce. 

## Dysfunkce
Dysfunkce (z řeckého dys – vadný a latinského functio – činnost) je stav, kdy je narušeno normální fungování, což se může týkat mezilidského jednání, činnosti institucí a organizací či zdravotního stavu. Pojem dysfunkce lze vykládat dvěma způsoby:
1. Jde o narušenou nebo sníženou vadu, funkci, či postižení. Např. orgánová dysfunkce je narušená, neúplná funkce daného orgánu. Ztráta funkce se pak nazývá afunkce. Tento pojem se používá hlavně v sociologii handicapu.
2. Důsledek vědomého lidského jednání, který má negativní vliv jak na celek společnosti, tak na jednotlivé organizace a na jejich adaptační schopnost, intergaci, uskutečňování cílů a zachování struktur. Jako dysfunkci lze označit vše, co má škodlivá vliv na další vývoj společnosti.

Pojem dysfunkce zavedl Robert K. Merton v rámci své představy společnosti jako stavu rovnováhy a harmonie. Podle něj je dysfunkce nezamýšlený důsledek určitého konání. Dále uvádí, že co je pro jednu skupinu ve společnosti dysfunkcí, může být pro jinou eufunkcí. Dobrý příklad je například korupce – pro většinovou společnost je to nebezpečný a nevýhodný jev, ale určitá zájmová skupina z toho profituje. Dalším, ale trochu jiným příkladem může být také výroba automobilů. Tato činnost prospívá jak výrobcům, tak spotřebitelům, ale škodí životnímu prostředí.

## Manifestní funkce
Robert K. Merton také zavedl pojem funkce manifestní, aby odlišil záměrnou a nezáměrnou složku efektů lidských rozhodnutí, motivací, ale především činností. Je to zamýšlený, vědomý, případně veřejně prezentovaný předpokládaný důsledek určitého lidského jednání. Funkcí manifestní jsou zamýšlené důsledky těch činností, které si daná instituce, organizace, skupina nebo jedinec předsevzali vykonávat. 
Například manifestní funkcí činnosti fotbalového týmu je vyhrávat fotbalové zápasy proti jiným týmům. Kromě zamýšlených efektů může mít daná aktivita i efekty nezamýšlené, tzv. latentní, v tomto případě může být pozitivní funkcí třeba utužování přátelských vztahů mezi hráči. Analýza funkce manifestní je velice podstatná při zkoumání institucí a organizací, protože umožňuje zjistit rozpory mezi proklamovanými a skrytými, utajovanými cíli. 

## Latentní funkce
Latentní funkce je neočekávaný, nezamýšlený, a proto nepředvídaný a často nepředvídatelný důsledek určitých vědomých lidských činností. Fenomén nezamýšleného důsledku jednání byl znám již Aristotelovi, objevil se ve filosofii G. W. F. Hegela, v sociologii E. Durkheima, atd. Status stabilizovaného vědeckého pojmu mu dal až Merton (v článku The Unanticipated Consequences of Purposive Social Action z r. 1936 a v knize Social Theory and Social Structure z r. 1949). 
Jako příklad latentní funkce uvádí A. Stinchcomb zavedení prohibice alkoholu v USA, která nevedla k zamýšlené menší spotřebě alkoholu (což by byla eufunkce), ale ke vzniku zločineckých gangů s alkoholem ilegálně obchodujících (což je jasná dysfunkce).  Někdy se nezamýšlené důsledky v uvedeném smyslu (určitá aktivita vyvolává paralelně nebo s malým časovým odstupem nechtěné a nepředvídané procesy, uvádí v život nové sociální útvary nebo instituce apod.) rozlišují od funkce latentní v užším smyslu. Jimi se rozumějí pouze skryté, neviditelné, nepozorovatelné, někdy skrývané, někdy neuvědomované aspekty určitých viditelných, manifestních aktivit. 
Merton má za to, že je elementárně možné rozlišit nezamýšlené důsledky na ty, které:
- Jsou pro systém eufunkční
- Jsou dysfunkční
- Jsou funkcionálně irelevantní, protože do systému nepatří a nepůsobí na něj (lze navrhnout termín afunkce)

Pojmově i věcně problém vyhrotil Raymond Boudon, který zavedl pojem zvrácený důsledek (effet pervert) pro značení krajně negativních, nezamýšlených důsledků lidských činností. U nás se tímto problémem zabýval Jan Keller, který se pokusil s využitím právě této myšlenkové a pojmové konstrukce vysvětlit některé podstatné jevy vzniku a fungování moderních společností, např.: byrokracii, rituály a manželské a rodinné svazky.